# Puya angelensis
Puya angelensis là một loài thực vật có hoa trong họ Bromeliaceae. Loài này được E.Gross & Rauh miêu tả khoa học đầu tiên năm 1990. Chúng là loài đặc hữu của Ecuador.